# Roland Helm
Roland Helm (* 1966) ist ein deutscher Wirtschaftswissenschaftler und Hochschullehrer an der Universität Regensburg.

## Leben
Helm studierte von 1986 bis 1992 Betriebswirtschaftslehre an der Universität Regensburg und schloss als Diplom-Kaufmann ab. Es folgte ein knapp einjähriges Studium der Management Sciences an der University of Wales mit dem Abschluss als European Master of Business Sciences (EMBS). Von 1993 bis 1997 war Helm wissenschaftlicher Mitarbeiter am Lehrstuhl für Betriebswirtschaftslehre mit Schwerpunkt Marketing an der Universität Augsburg. Seine Promotion folgte 1997 mit einer Dissertation im Themenfeld des internationalen Marketing zum Markteintritt in Exportmärkte summa cum laude.
Von 1997 bis 2000 vertrat er das Lehrgebiet Marketing am Institut für Wirtschafts- und Sozialwissenschaften der Technischen Universität München in Freising-Weihenstephan. Es folgte eine kurze kommissarische Vertretung des Lehrstuhls für Allgemeine Betriebswirtschaft sowie Absatzwirtschaft, Marketing und Handel an der Friedrich-Schiller-Universität Jena. Seine Habilitation und der Erhalt der Venia Legendi folgte 2001 an der Universität Augsburg mit einer Arbeit zum Innovationsmanagement. Im selben Jahr nahm er einen Ruf auf den Lehrstuhl für Allgemeine Betriebswirtschaft sowie Absatzwirtschaft, Marketing und Handel der Friedrich-Schiller-Universität Jena an. Einen Ruf an die Universität Duisburg-Essen lehnte er 2004 ab. Im Jahr 2010 nahm er einen Ruf auf den Lehrstuhl für Betriebswirtschaft, insbesondere Strategisches Industriegütermarketing, an der Universität Regensburg an.

## Forschungsschwerpunkte
Roland Helm und seine Mitarbeiter beschäftigen sich mit der Analyse und strategischen Planung von Geschäftsfeldern in B2B-Märkten. Besonderes Augenmerk liegt dabei auf der Gestaltung von Leistungen und deren Absatz in verschiedenen, typischerweise internationalen Märkten. Dies beinhaltet die absatzorientierte Entwicklung und Gestaltung von komplexen Produkten und Leistungssystemen sowie kompletter Anlagen, insbesondere in Kombination mit damit zusammenhängenden Dienstleistungen.

## Schriften (Auswahl)

### Monographien
- Roland Helm: Internationale Markteintrittsstrategien – Einflußfaktoren auf die Wahl der optimalen Form des Markteintritts in Exportmärkte. Josef Eul Verlag 1997.
- Roland Helm: Planung und Vermarktung von Innovationen – Die Präferenz von Konsumenten für verschiedene Innovationsumfänge unter Berücksichtigung des optimalen Stimulationsniveaus und marktbezogener Einflussfaktoren. Schäffer-Poeschel Verlag 2001.
- Roland Helm: Die Aktiengesellschaft und ihr Aufsichtsrat im Mittelstand: Motivation und Zufriedenheit mit der Rechtsformwahl sowie Aufgabenerfüllung und Vergütung des Aufsichtsrats. Josef Eul Verlag 2004.
- Roland Helm, M. Steiner: Präferenzmessung: Methodengestützte Entwicklung zielgruppenspezifischer Produktinnovationen. Kohlhammer Verlag 2008.
- Roland Helm: Marketing – Strategische Analyse und marktorientierte Umsetzung. 8. Auflage. UTB Lucius & Lucius Verlag 2009.
- Roland Helm, F. X. Bea, M. Schweitzer: BWL-Lexikon, UTB Lucius & Lucius Verlag 2009.
- Roland Helm: Marketing: Prüfungs- und Praxistraining. 5. Auflage. UTB Verlagsgesellschaft 2013.
- Roland Helm, O. Mauroner, M. Steiner: Marketing, Vertrieb und Distribution. UVK Verlagsgesellschaft 2015.

### Herausgeberbände
- Roland Helm, H. Pasch (Hrsg.): Kundenorientierung durch Qualitätsmanagement: Perspektiven, Konzepte und Praxisbeispiele. Deutscher Fachverlag 2000.
- Roland Helm, W. Stölzle (Hrsg.): Optimal Shelf Availability – Effiziente Managementkonzepte zur Optimierung der Regalverfügbarkeit, Deutscher Fachverlag 2009.
- Roland Helm, U. Cantner, R. Meckl (Hrsg.): Strukturen und Strategien in einem Innovationssystem: Das Beispiel Jena, Verlag Wissenschaft & Praxis 2003.